# Haplochromis cinctus
Haplochromis cinctus är en fiskart som beskrevs av Greenwood och Gee, 1969. Haplochromis cinctus ingår i släktet Haplochromis och familjen Cichlidae. IUCN kategoriserar arten globalt som akut hotad. Inga underarter finns listade i Catalogue of Life.